# ワールドブラザーフッドアカデミー
ワールドブラザーフッドアカデミーとは兵庫県神戸市中央区に存在する教育機関の名称。
ホノルル大学連合の心理学部純正哲学学科の教育課程が置かれているとのこと。学部の学士課程と大学院の修士課程が置かれているとのこと。この教育機関のパンフレットは大阪府と神戸市の公立図書館で配布されている。